# 花崎遺跡

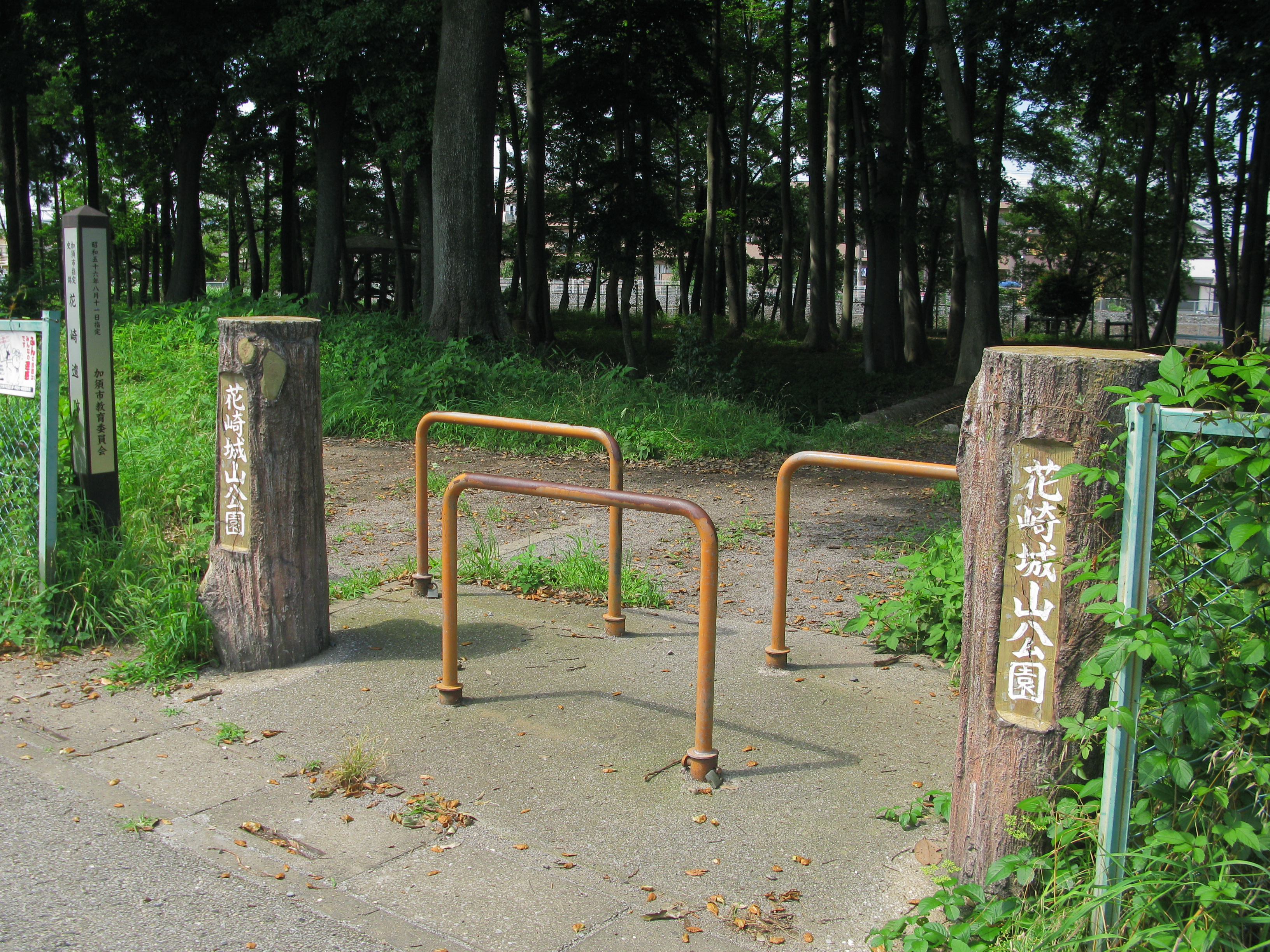
花崎城山公園（2012年7月）

花崎遺跡（はなさきいせき）は、埼玉県加須市花崎にある遺跡。縄文時代や平安時代のものなどが出土している。1981年（昭和56年）8月11日に加須市指定文化財（史跡）に指定されている。
ここでは鎌倉時代から戦国時代にかけてあったとされる花崎城についても記述する。

## 概要
1980年から81年にかけて加須市教育委員会による発掘調査が行われた。花崎遺跡周辺には縄文時代から人びとがいたと考えられる。平安時代には住居を構え住みつくようになったと考えられる。戦国時代には居館をかまえ戦いに備えていたところであったことが発掘調査により解明された。『新編武蔵風土記稿』に記載されている「花崎城」があったところとされる。

### 花崎城
花崎城（はなさきじょう）は今日の久喜市の粟原城の支城として築城されたと考えられている。長尾景虎（上杉謙信）の小田原攻めの時に、家臣の木戸宮内少輔に花崎城を攻めさせたことが記録にある。このとき、城主の細萱民部少輔は小田原城に参陣していたので、幼少の細萱泰秀が守っていたが花崎城、粟原城とも落城した。

## 出土品
- 縄文時代のもの
  - 土器[2]や石鏃（せきぞく）。
- 平安時代のもの
  - 住居址[2]、土師器（はじき）、灰釉陶器及び砥石。
- 16世紀のもの
  - 全国的に大変珍しい障子堀[2]。
  - 他に、畝堀[2]、馬出し[2]、出枡、擂鉢[2]、焙烙（ほうろく）[2]、常滑焼や美濃焼の陶器[2]、板碑[2]、弾丸[2]、かわらけ、古銭、石臼、橋脚など。

## 位置

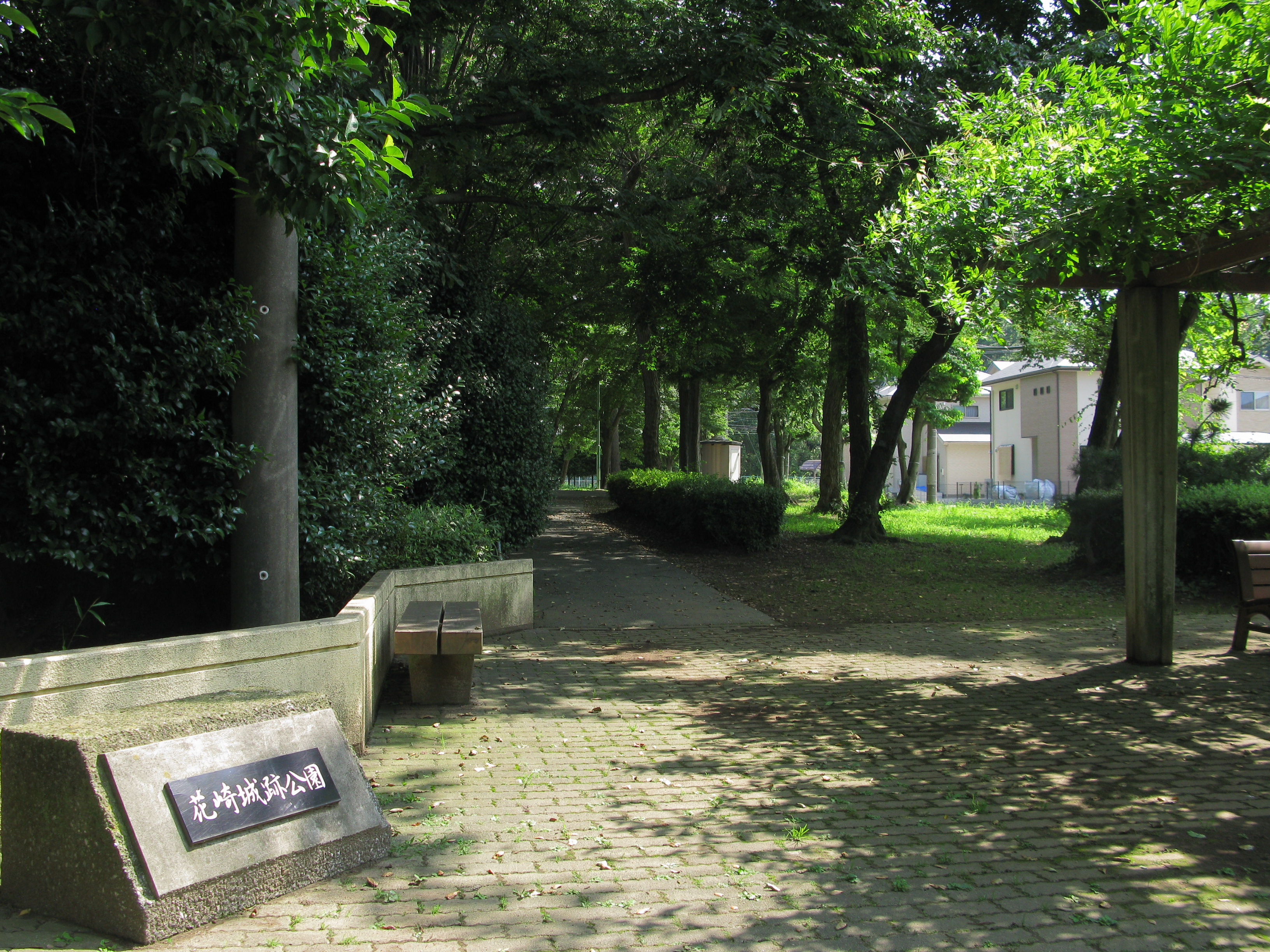
花崎城址公園（2012年7月）

現在、本丸と馬出しが「城山公園」「城址公園」として整備され、保存されている。しかし、遺跡の範囲を東武伊勢崎線の線路が貫いているほか、宅地開発により遺跡のほとんどは住宅地や駐車場となっており、上記の公園でしかその遺構を見ることはできない。城山公園は東武伊勢崎線花崎駅から徒歩約3分のところにあり、住宅街の中にある。公園の入口には加須市教育委員会が設置した花崎遺跡の説明板が設置されている。市民には「城山公園」として犬の散歩や地元の加須市立加須東中学校の写生会に使われるなど親しまれているが、花崎遺跡や花崎城について知らない人がほとんどである。5月ごろには加須市内の浮野の里にも自生する、埼玉県の準絶滅危惧種のノウルシ（トウダイグサ属）と思われる植物が花を咲かせる。しかし、あまり知られていない。城址公園は城山公園から見て線路の反対側にあり、埼北自動車学校の横にある林のようなところである。城山公園とは違い説明板はなく、ここも花崎遺跡の一部だとは知らない市民が多い。